# En guerre(s) pour l’Algérie
En guerre(s) pour l’Algérie, est une série documentaire française en six épisodes, par l'historienne Raphaëlle Branche, réalisée par Rafael Lewandowski, narrée par Lyna Khoudri. Diffusée en 2022 sur ARTE.
La serie retrace chronologiquement les événements de la guerre d'indépendance de l'Algérie de 1954 à 1962.

## Synopsis
La série relate les vies de différents témoins de la guerre d'Algérie, tissant leurs paroles avec des archives inédites fourni par l'INA pour offrir une immersion dans une expérience humaine de la guerre. Cette série permet de mieux comprendre les enjeux de cette période complexe de l'histoire française et offre un regard plurivoque sur un conflit marquant.

## Épisodes
La liste des épisodes :
- Épisode 1 : Crépuscule colonial
- Épisode 2 : L’insurrection algérienne
- Épisode 3 : Terrorismes et guérilla
- Épisode 4 : « Je vous ai compris »
- Épisode 5 : « Algérie algérienne »
- Épisode 6 : L’indépendance

### Articles annexes
- C'était la guerre d'Algérie
- Guerre d'Algérie
- La Bataille d'Alger